# Schruns

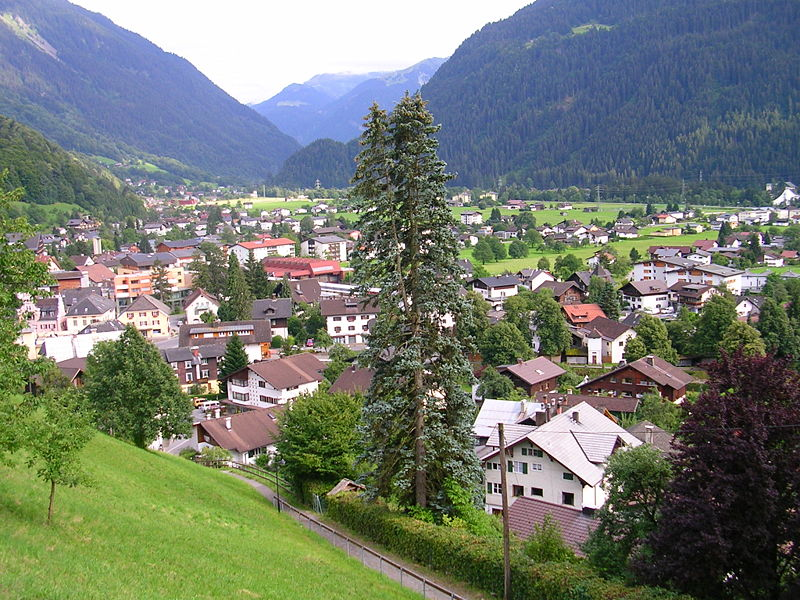
Schruns (Blick von der Montjola)

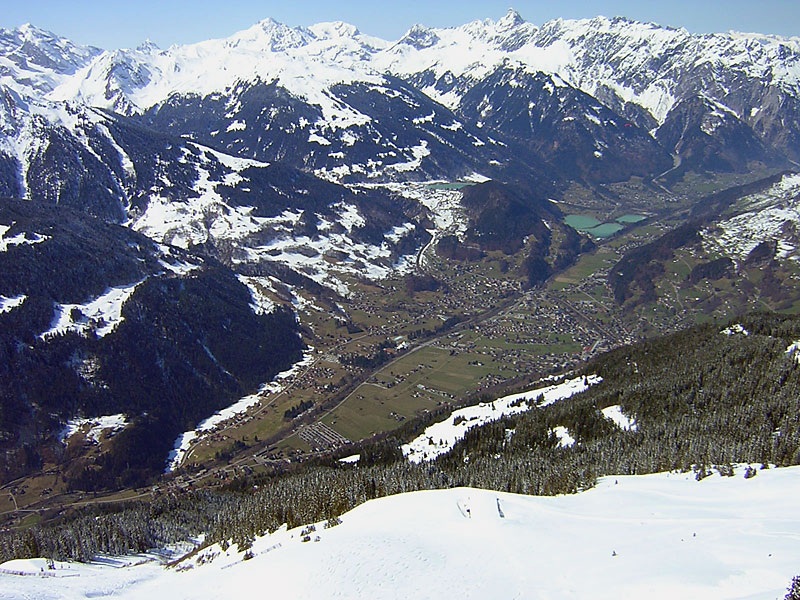
Blick auf Schruns, vom Kapell

Schruns (ⓘ) ist eine Marktgemeinde mit 4000 Einwohnern (Stand 1. Jänner 2025) im österreichischen Bundesland Vorarlberg im Bezirk Bludenz. Schruns gilt als Hauptort des Montafons.

## Geografie
Schruns liegt in Vorarlberg, dem westlichsten Bundesland Österreichs, im Bezirk Bludenz auf 690 Metern Höhe im Alpental Montafon an der Litz, einem Nebenfluss der Ill. Von Schruns aus erstreckt sich ein Seitental des Montafons namens Silbertal. Zu Schruns gehört das Hochjoch-Bergmassiv der Verwallgruppe, das durch Bergbahnen und Lifte erschlossen ist.
Die nächste Stadt ist Bludenz, etwa 12 Kilometer nordwestlich gelegen.
Die Gemeinde hat eine Fläche von 18,06 Quadratkilometer. Davon sind 45 Prozent bewaldet, 23 Prozent sind Alpen und 20 Prozent landwirtschaftliche Nutzfläche.
Im Verordnungsweg weist Schruns 21 Maisäßgebiete mit einer Gesamtfläche von 79,8 Hektar aus. Die gesamt 91 Wohngebäude liegen auf einer Seehöhe zwischen 980 m und 1440 m. Die Namen sind in alphabetischer Reihenfolge: Bargera, Fratte, Gafall, Galzigg, Gantschierer, Güatli, Hochmaisäß, Kropfen, Lifinar (Schruns), Limat, Natsch, Nigga, Oberbrif, Palottis, Plättisli, Plattes, Rieder, Saganegg, Schwendi, Spiang und Teus.
Es existieren in Schruns keine weiteren Katastralgemeinden.

### Nachbargemeinden
|            | Bartholomäberg                              |           |
| Tschagguns | Kompassrose, die auf Nachbargemeinden zeigt | Silbertal |
|            | St. Gallenkirch                             |           |

## Geschichte

### Name
Früher wurde das Dorf auch Sankt Jossen (zu Jodocus) genannt. 1317 finden wir „Schirun“, 1400 „Scherun“, 1410 „St. Josen in Schiruns“ und ab 1430 immer „Schruns“.
Der Name „Schruns“ kommt aus dem Rätoromanischen und soll sich von „Ascherun“ ableiten, was etwa ‚Ahornwald‘ bedeuten würde.

### 15. Jahrhundert
Um 1420 kam Schruns mit dem übrigen Montafon zu Österreich. Lange Zeit unterstand es der Pfarrgemeinde Bartholomäberg. Die Litz bildete die Grenze gegen diese flächenmäßig weit größere Gemeinde. Die Ill, die vor der Hochwasserkatastrophe von 1762 einen wesentlich anderen Verlauf genommen hatte, grenzte Schruns gegen Tschagguns ab. In Urkunden von 1482 und 1484 wurde erstmals die Kirche „St. Josen zu Schruns“ genannt.

### 16. und 17. Jahrhundert
1579 trennte sich die Kirche Schruns von der Mutterpfarre Sankt Bartholomäberg, und Schruns wurde eigene Pfarrei. Das ganze Gebiet der Außerlitz blieb aber noch länger bei Bartholomäberg.
Im Jahre 1622 wurde Schruns im Dreißigjährigen Krieg von Truppen aus dem Prättigau geplündert, die über das Schlappiner Joch kamen. Zuvor war bereits der umgekehrte Fall eingetreten, als 1621 habsburgische Truppen den Prättigau plünderten.
Die Pest raffte 1591 sowie 1629 viele Menschenleben dahin. Im schweren Lawinenwinter 1689 gab es vier Tote auf dem Stiefen. 1682 brannte die Pfarrkirche ab. Da das mitten am Tage geschah, konnten die umliegenden Häuser gerettet werden. 1696 wurde in Schruns die Handwerkerzunft des Tales gegründet, und als erster Zunftmeister wurde Ulrich Marent bestellt.

### 18. Jahrhundert
Am 1. März 1752 verlieh Kaiserin Maria Theresia den Montafonern das Privileg, jährlich zwei Viehmärkte in Schruns abzuhalten (2. April und 22. September). Auf diesen Märkten wurde das Montafoner Braunvieh gehandelt, bis sie im Jahr 1999 eingestellt wurden. Im Jahre 1754 zählte Schruns bereits 1230 Einwohner.
1762 verwüsteten die Flüsse Ill und Litz bei einer großen Überschwemmung die Felder des Ortes. Zwanzig Häuser fielen den Fluten zum Opfer. Nach langen Bemühungen erhielt Schruns im Jahre 1775 ein eigenes Gericht und gleichzeitig das Recht, allgemeine Märkte abzuhalten.
Zwischen 1796 und 1799 herrschte in Schruns Kriegsnot. Einheimische Schützen unter Landammann Batlogg nahmen an Kämpfen gegen Napoleons Truppen bei Feldkirch und am Schlappiner Joch teil. 1800 wurde der Ort besetzt.

### 19. Jahrhundert

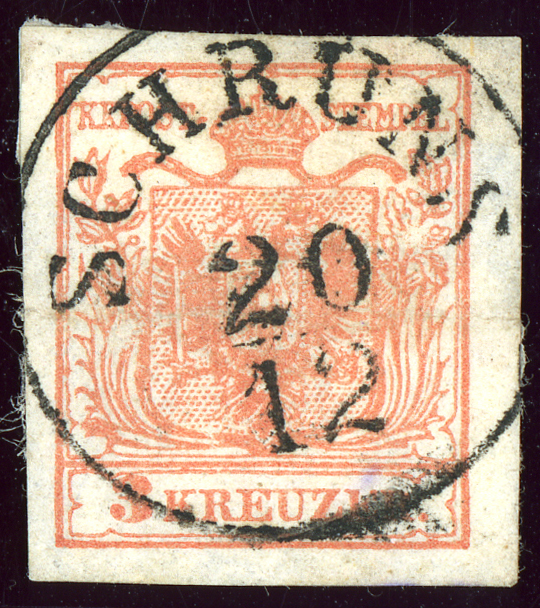
Briefmarke der österreichischen Wappenausgabe 1850 mit Ortsstempel von Schruns

In den Jahren 1805 bis 1814 gehörte das Montafon zu Bayern. Zu dieser Zeit wurde die Talstraße durch Schruns gebaut. Die Habsburger regierten die Orte in Vorarlberg abwechselnd von Tirol und Vorderösterreich (Freiburg im Breisgau) aus. Zum österreichischen Bundesland Vorarlberg gehört Schruns seit dessen Gründung 1861.

### 20. Jahrhundert

Bau des „Litzdammes“ (1911)

Maiaufmarsch 1938 am Kirchplatz vor dem Gemeindeamt

Reichsarbeitsdienst-Lager in Außerlitz

Am 14. und 15. Juni 1910 verursachte ein Hochwasser der Ill großen Schaden im Gemeindegebiet. Als Folge wurde 1911 mit dem Bau des Litzdamms begonnen.
1925/1926 weilte der wohl bekannteste Langzeitgast in Schruns: Ernest Hemingway. Er vollendete in dieser Zeit sein Buch Fiesta, mit dem er seinen literarischen Durchbruch erzielte. Seine Schrunser Zeit fand zudem Niederschlag im Roman Schnee auf dem Kilimandscharo und den Erinnerungen Paris – Ein Fest fürs Leben. Während seines Aufenthalts im Montafon wohnte er im Hotel Taube in Schruns und auch im Madlenerhaus auf der Bielerhöhe (in der Silvretta).
1924 beantragte Schruns die Markterhebung und ein Wappen. Am 1. Juli 1928 fand in Schruns eine große Feier statt, nachdem die Gemeinde bereits am 21. Oktober 1927 vom Landtag unter Ferdinand Redler offiziell zur Marktgemeinde erhoben wurde.
Von 1938 bis 1945 gehörte Schruns zum Deutschen Reich und lag im Kreis Bludenz des Reichsgaues Tirol-Vorarlberg. Bereits kurz nach dem Anschluss kam es zu Aufmärschen, etwa zum 1. Mai auf dem Kirchplatz. In etwa auf Höhe des heutigen Sozialzentrums in der Außerlitz befand sich ein Lager des Reichsarbeitsdienstes (RAD) für junge Frauen. Als französische Truppen am 4. Mai 1945 ins Montafon einrückten, blieb das Tal von Kampfhandlungen verschont. Lokale Widerstandsgruppen hatten bereits die Aufsicht übernommen und die Soldaten der Wehrmacht entwaffnet. Schruns war danach 1945 bis 1955 Teil der französischen Besatzungszone in Österreich. Im heutigen „Haus Walser“ an der Bahnhofstraße befand sich die Kommandantur der Franzosen für den Bereich Montafon.
Seit dem Zweiten Weltkrieg erlebte Schruns ein gewaltiges Anwachsen der Wirtschaft und des Fremdenverkehrs. 1946 brannte in Schruns erstmals nach dem Krieg wieder ein Funken – der Funkenmeister war Otto Borger.
Im November 1949 wurde der Skiclub Montafon gegründet. Er bildete einen Zusammenschluss aller Wintersportvereine des Tales und die organisatorischen Voraussetzungen für große, internationale Sportveranstaltungen. Schruns wurde mit den Goldschlüsselrennen in den Jahren von 1963 bis 1983 als Austragungsort von Weltcuprennen im alpinen Skiweltcup bekannt.
1950 wurde in Schruns eine Hauptschule für das Montafon eröffnet, heute Hauptschule Schruns-Dorf.
Im Jänner 1954 lösten sich in diesem schneereichen Winter innerhalb von nur drei Tagen einige hundert Schneebretter, Lawinen und Schneerutsche und forderten 112 Tote in Vorarlberg. Am 11. Jänner 1954 donnerte eine Staublawine vom Monteneu (oberhalb Bartholomäberg) bis hinunter ins Litztobel und hinterließ eine Spur der Verwüstung. Zusammen mit einer zweiten Lawine am selben Tag starben in den beiden Gemeinden Bartholomäberg und Schruns 23 Personen unter den Schneemassen. Im Herbst 2004 wurde den Opfern auf der Montjola ein Gedenkstein gesetzt, und im Friedhof Schruns erinnert eine Tafel an der Friedhofskapelle mit den Namen aller Toten an die Unglücke.

### 21. Jahrhundert
Aufgrund der vorbildlichen Unterbringung und Betreuung von Asylwerbern ab Dezember 2004 im ehemaligen Krankenhaus Maria Rast erhielt Schruns 2014 die Auszeichnung „Ort des Respekts“.
Nach fast 250 Jahren hart erkämpfter, eigenständiger Gerichtsbarkeit im Montafon wurde das Bezirksgericht Montafon per 30. Juni 2017 endgültig geschlossen, während der Stand Montafon bereits 1995 das neue Standesgebäude an der L188 zusammen mit Montafon Tourismus und dem Forstfonds bezogen hat.

### Bevölkerungsentwicklung
Bevölkerungsentwicklung in Schruns
Quelle: Statistik Austria
In den Jahren von 1981 bis 1991 war die Wanderungsbilanz bereits negativ, konnte aber durch die Geburtenbilanz ausgeglichen werden. Von 1991 bis 2001 nahm die Abwanderung so stark zu, dass es zu einem Rückgang der Bevölkerungszahl kam. In den nächsten zehn Jahren war die Wanderungsbilanz beinahe ausgeglichen, die Geburtenbilanz jedoch erstmals negativ. Schruns hatte 2018 mit 2,13 Personen je Haushalt die geringste Haushaltsgröße des Montafons, der Zweitwohnsitzanteil betrug 11,3 %. Mit +944 Personen war Schruns die einzige Gemeinde des Tales, die 2016 eine positive Pendler-Bilanz aufwies.

## Kultur und Sehenswürdigkeiten

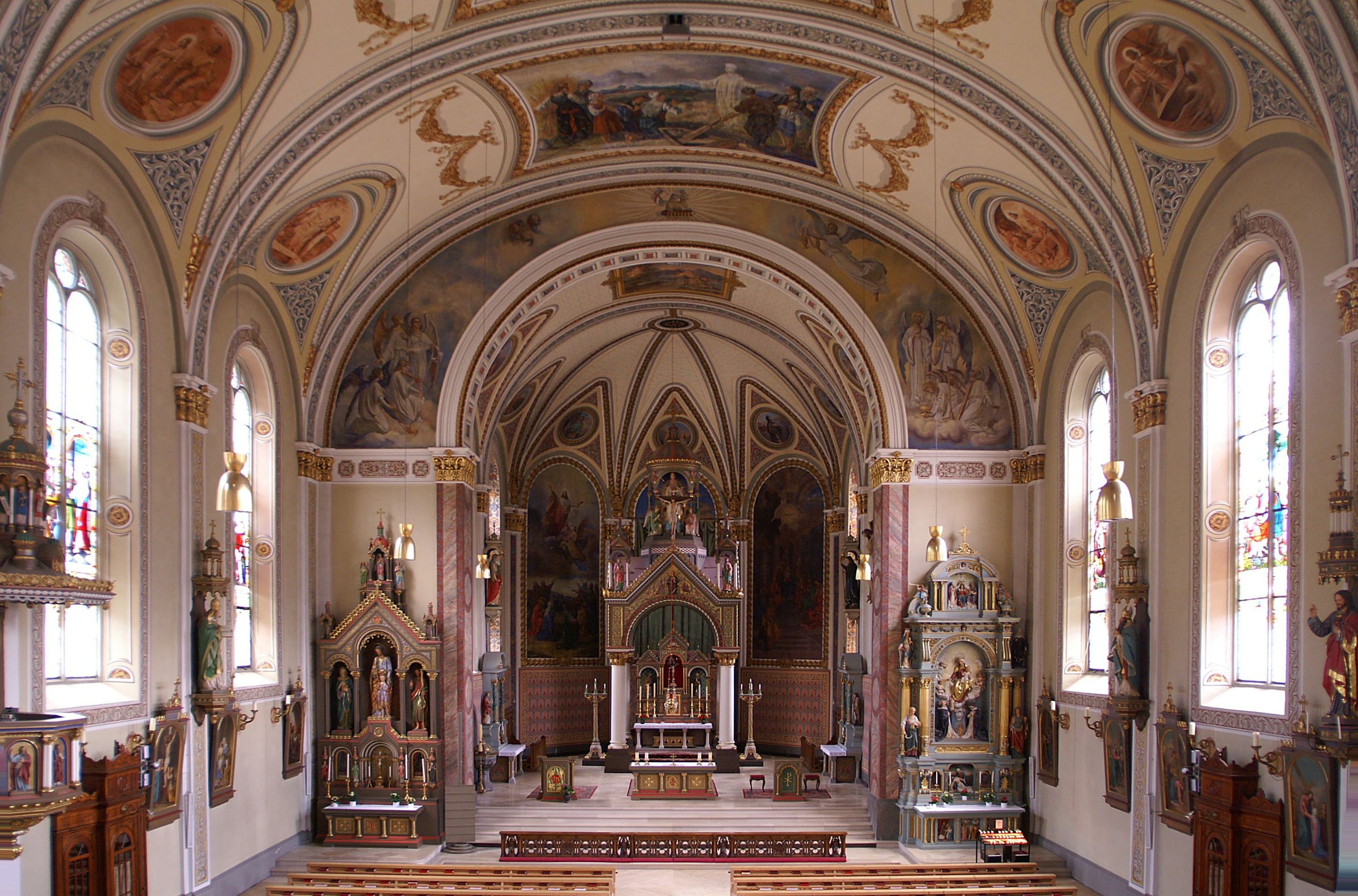
Münster Schruns

Litzkapelle

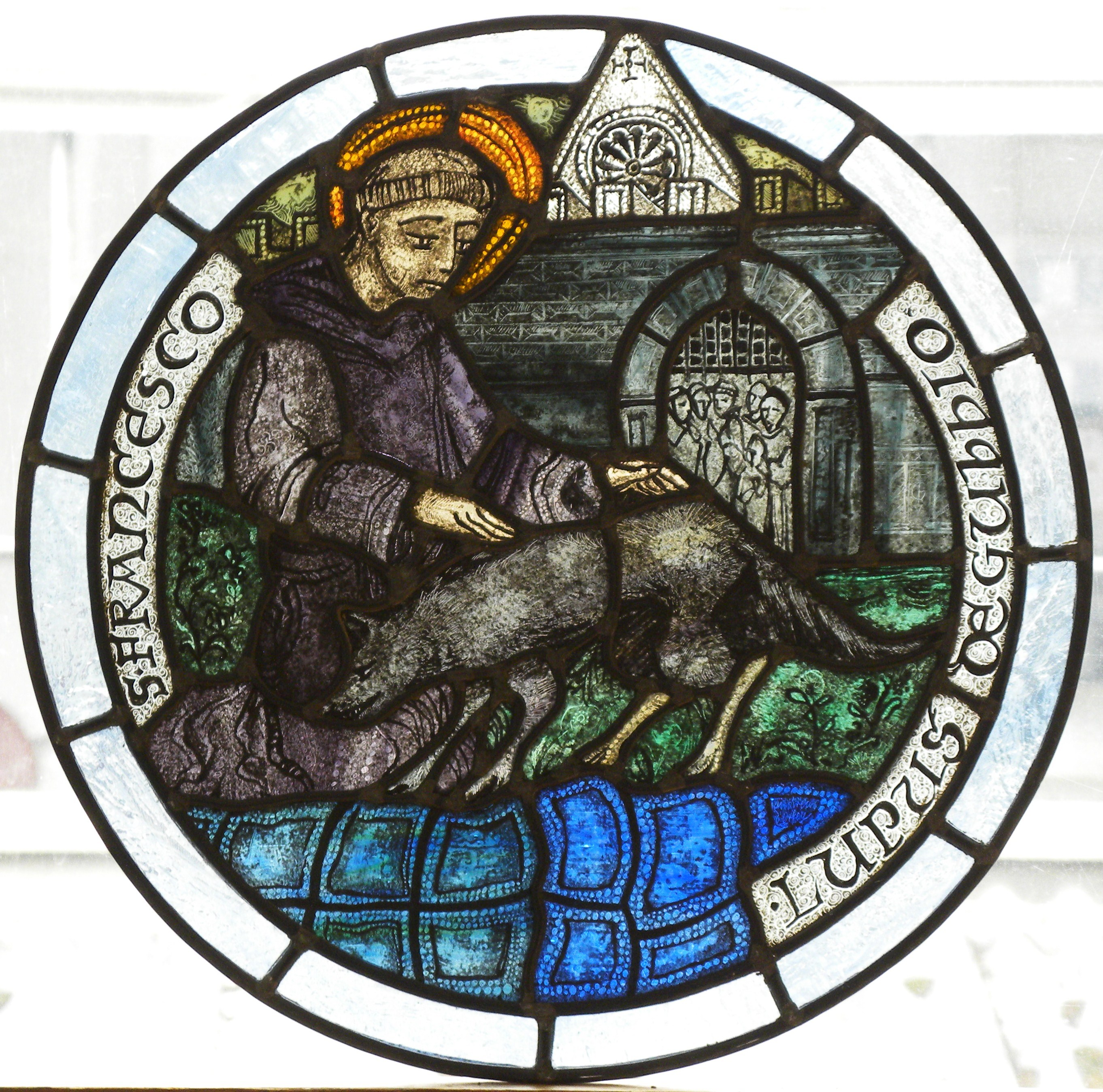
Franziskusfenster, Schruns, Franziskuskapelle Rieder Maisäß

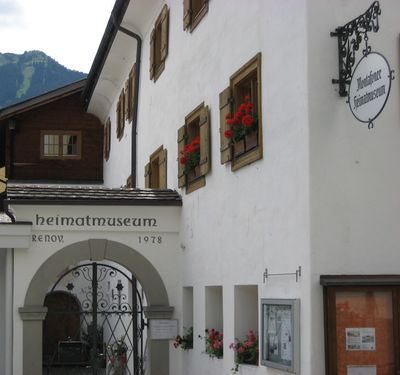
Montafoner Heimatmuseum Schruns

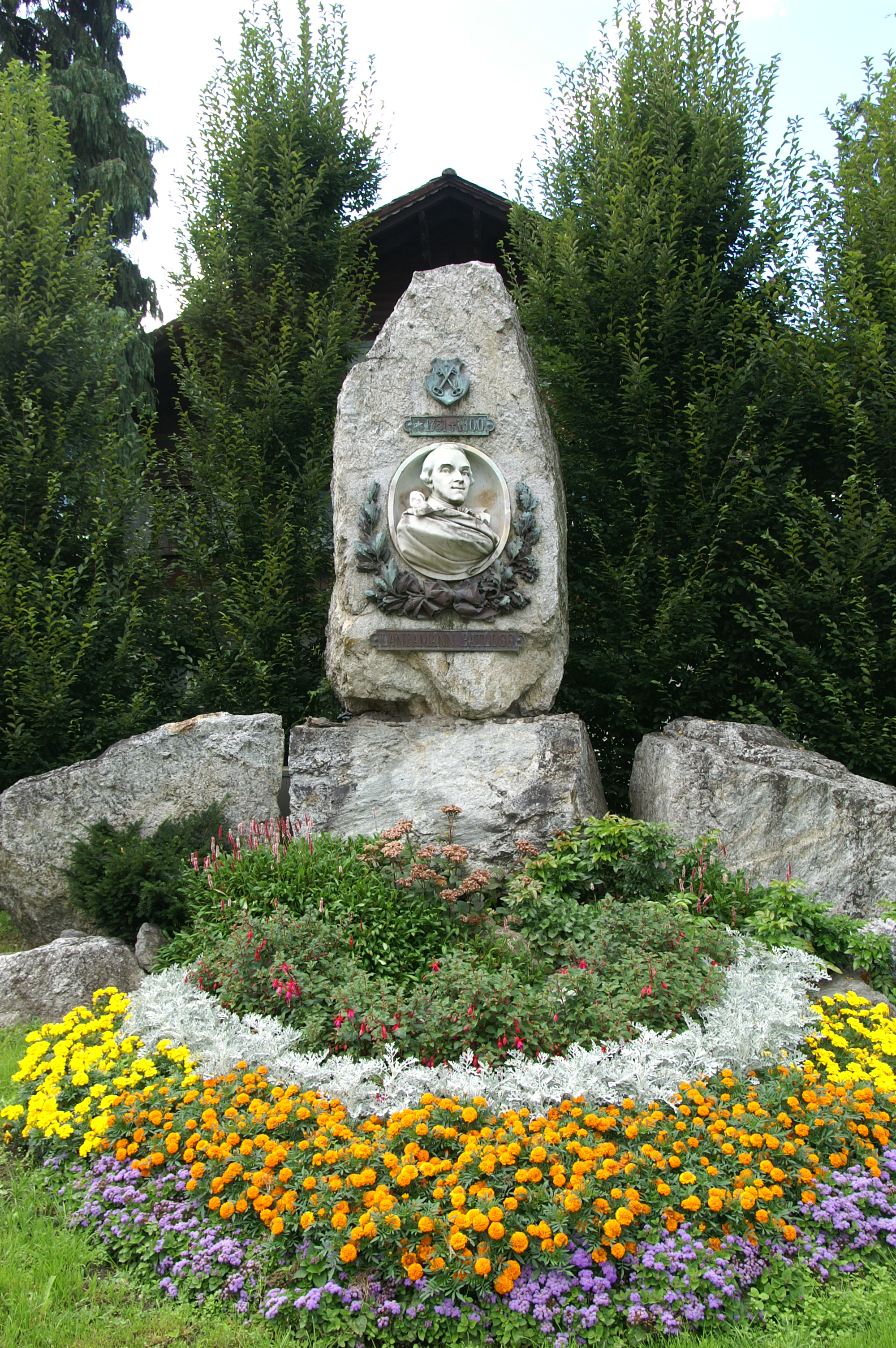
Johann-Josef-Batlogg-Denkmal

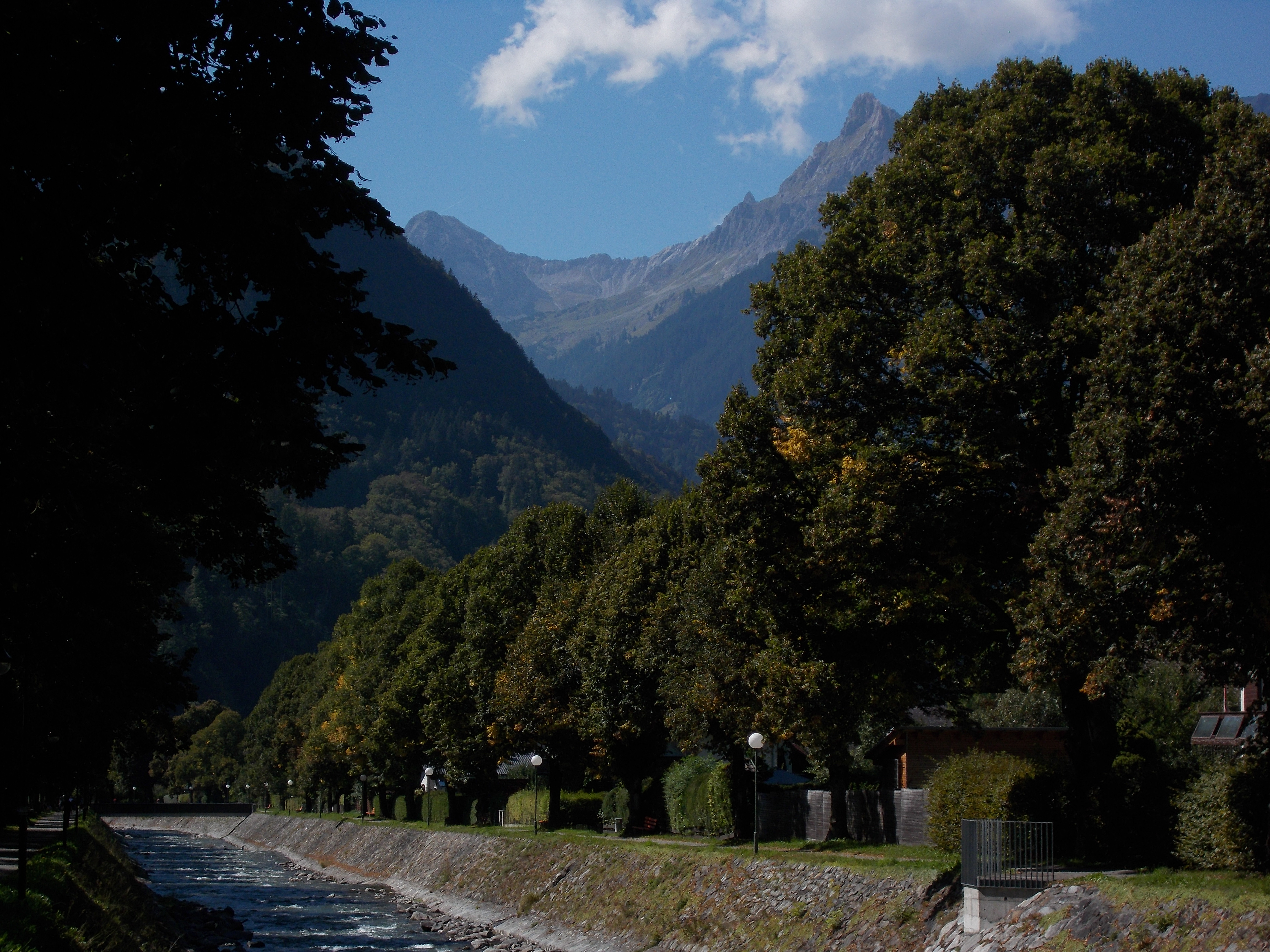
Litzpromenade Schruns mit Blick zu Saulakopf und Zimba

- Katholisches Schrunser Münster St. Jodok: Mitten in Schruns am Kirchplatz steht die Pfarrkirche zum Heiligen Jodok, die in den Jahren 1865 bis 1867 erbaut wurde. Sie überrascht im Inneren durch ihre reiche Ausstattung mit Bildern und Statuen, und sie gehört heute zu den selten gewordenen Kirchen, die noch ganz einheitlich im Nazarenerstil des ausgehenden 19. und beginnenden 20. Jahrhunderts gehalten sind. Die Kirche wurde mit Bescheid des Bischofs von Feldkirch vom 10. Dezember 2019 per 8. März 2020 als erste österreichische Pfarrkirche zum Münster erhoben.

- Litzkapelle: Seit mehr als 300 Jahren steht am Beginn des Dorfzentrums von Schruns, an der Abzweigung nach Bartholomäberg, eine anmutige kleine Wallfahrtskapelle. Der Sage nach stand hier früher ein fruchtbarer Birnbaum. Als dieser unerwartet verdorrte, erbaute der Besitzer 1688 an seiner Stelle dieses kleine Kirchlein. Im Mittelpunkt der Kapelle steht heute auf dem Renaissancealtar eine von vielen Menschen verehrte Madonnenstatue.[14] Die Skulpturen des Altares stammen vom Tiroler Bildhauer Melchior Lechleitner. Im Jahre 1981 wurde die Kapelle von Konrad Honold restauriert, wobei sich herausstellte, dass das Deckengemälde „Immaculata“ (lat.: „die Unbefleckte“) aus dem Jahre 1886 vom Schrunser Kunstmaler Jakob Bertle stammt.[15]  An der Außenfassade erinnert das in Marmor gehauene Wappen der Grafen von Starhemberg an Ernst Rüdiger Camillo Maria Starhemberg, der 1956 bei dieser Kapelle im 57. Lebensjahr den Herztod erlitt.

- Kloster Gauenstein
- Franziskus-Kapelle: 2001 wurde die kleine Bergkapelle auf der Rieder Maisäß errichtet. Sie ist dem Heiligen Franziskus geweiht. 2011 erhielt sie fünf kleinformatige Fenster aus der Bayerischen Hofglasmalerei Gustav van Treeck in München.

- Montafoner Heimatmuseum Schruns: Im Jahr 1906 begann eine Gruppe heimatkundlich interessierter Einheimischer, im Montafon selten vorkommende Tiere, Pflanzen und Mineralien zu sammeln und in der Folge auch auszustellen. Unter der Leitung des Schrunser Schulleiters Johann Wiederin wurde die mittlerweile umfangreiche Sammlung durch alte Möbel, Bilder und Kunstwerke ergänzt. Im Frühmesshaus in der Silvrettastraße fand man eine geeignete Stätte für die Sammlung, und so konnte am 12. Juni 1921 das „Montafoner Heimatschutzmuseum“ in Schruns feierlich eröffnet werden. Im Jahr 1978 übersiedelte das Museum an den Kirchplatz in Schruns in ein altes Montafoner Ständehaus (im Giebel bez. 1710; rätoromanische, Bau; ehemals Sitz der Bergrichter), das renoviert und durch einen Neubau ergänzt wurde. Durch diese optimale Kombination bietet sich in den beiden unterschiedlich ausgestatteten Gebäuden die Möglichkeit, das Ausstellungsgut den gegenwärtigen Erkenntnissen gemäß optimal zu präsentieren. Es beherbergt Kulturgut aus dem ganzen Tal und informiert über die Lebensweise der Montafoner. Während im Neubau Vitrinen eingerichtet sind, wird im alten Gebäude ein Rundgang durch die Wohnkultur und Arbeitswelt des Montafons geboten: bäuerliche Gerätesammlung, volkskundliche und kunstgeschichtliche Bestände, Kunstwerke der Gotik und des Barock (u. a. ehem. Hochaltarfiguren der Pfarrkirche Schruns von Josef Klemens Witwer aus Imst, um 1790). Ein kleines Zimmer ist als Schulklasse eingerichtet, mit dem obligaten Lehrerpult, dem Harmonium und den feststehenden Holzbänken. Hier wurden acht Schulstufen gleichzeitig unterrichtet. Das ebenso hier untergebrachte „Montafon-Archiv“ von Josef Zurkirchen ist nach Voranmeldung für Studienzwecke zugänglich. Der Heimatschutzverein Montafon ist Träger des Heimatmuseums und der Eigentümer der Sammlung. Im November 2011 erfolge in Schruns eine Bürgerbefragung zu einem geplanten Museums-Neubau, und der Vorschlag der Architekten Marte/Marte in reduzierter Betonweise wurde hier durch die Bevölkerung abgelehnt.[16]

- Denkmal für Landammann Batlogg: Der Montafoner Johann Josef Batlogg (1751–1800) war Landammann, Richter und Landesverteidiger. Ab 1794 wurden die kriegerischen Auseinandersetzungen, hervorgebracht durch die Französische Revolution, auch in Vorarlberg spürbar. 1799 verteidigte Batlogg erfolgreich Vorarlberg und das Montafon gegen die Franzosen, die aus der Schweiz herüber drängten.[17][18] Im Winter 1907 wurde dieses Denkmal mit Natursteinen und einem Relief aus Carrara-Marmor nach einem Entwurf des Künstlers Jakob Bertle aufgestellt. In Schruns sind noch die Batloggstraße und die Batlogghalle (heute „Kulturbühne“) nach dem Freiheitskämpfer benannt. Im II. Weltkrieg benutzte das NS-Regime das Denkmal durch Kreuzsteckungen davor zum „Heldengedenken“ für die Gefallenen aus Schruns.

- Ernest-Hemingway-Denkmal: Ernest Hemingway verbrachte 1925/26 zwei Winter im Montafon. Er hatte in Schruns an seinem ersten Roman Fiesta gearbeitet, und auch in The Snows of Kilimanjaro nimmt der amerikanische Schriftsteller Bezug auf seine Aufenthalte in Vorarlberg.[19] Das etwa zwei Meter hohe Monument mit der Hemingway-Büste aus Bronze wurde Ende März 2008 vor dem damaligen „Haus des Gastes“ enthüllt und wurde nach dessen Abriss wieder entfernt.[20]

- Litzpromenade: Die Litzpromenade mit der in den 1920ern vom Verschönerungsverein gepflanzten Lindenallee führt von Schruns entlang der Litz bis nach Tschagguns. Der Litzdamm wurde 1912 als Reaktion auf das verheerende Hochwasser 1910 erbaut und somit das Siedlungsgebiet hier erschlossen.

- Fitsch-Haus: Auf der dem Eingang der Litz-Kapelle gegenüber liegenden Straßenseite befindet sich das „Fitsch-Haus“. Darin befinden sich eine schöne Stube und ein alter Gewölbekeller. Früher wurde Wein aus dem italienischen Veltlin in wohlhabende Häuser nach Deutschland geliefert. Die Route führte aus dem Veltlin über die „Via Valtellina“ durch Schruns, und in diesem Haus hier wurde der Wein zwischengelagert. Über mehrere Jahrhunderte wurde der italienische Wein über Saumwege auf dem Rücken der Pferde aus dem Veltlin (italienisch: „Valtellina“) durch das Puschlavtal und das Engadin nach Davos, Klosters und weiter über das Schlappiner Joch ins Montafon transportiert.

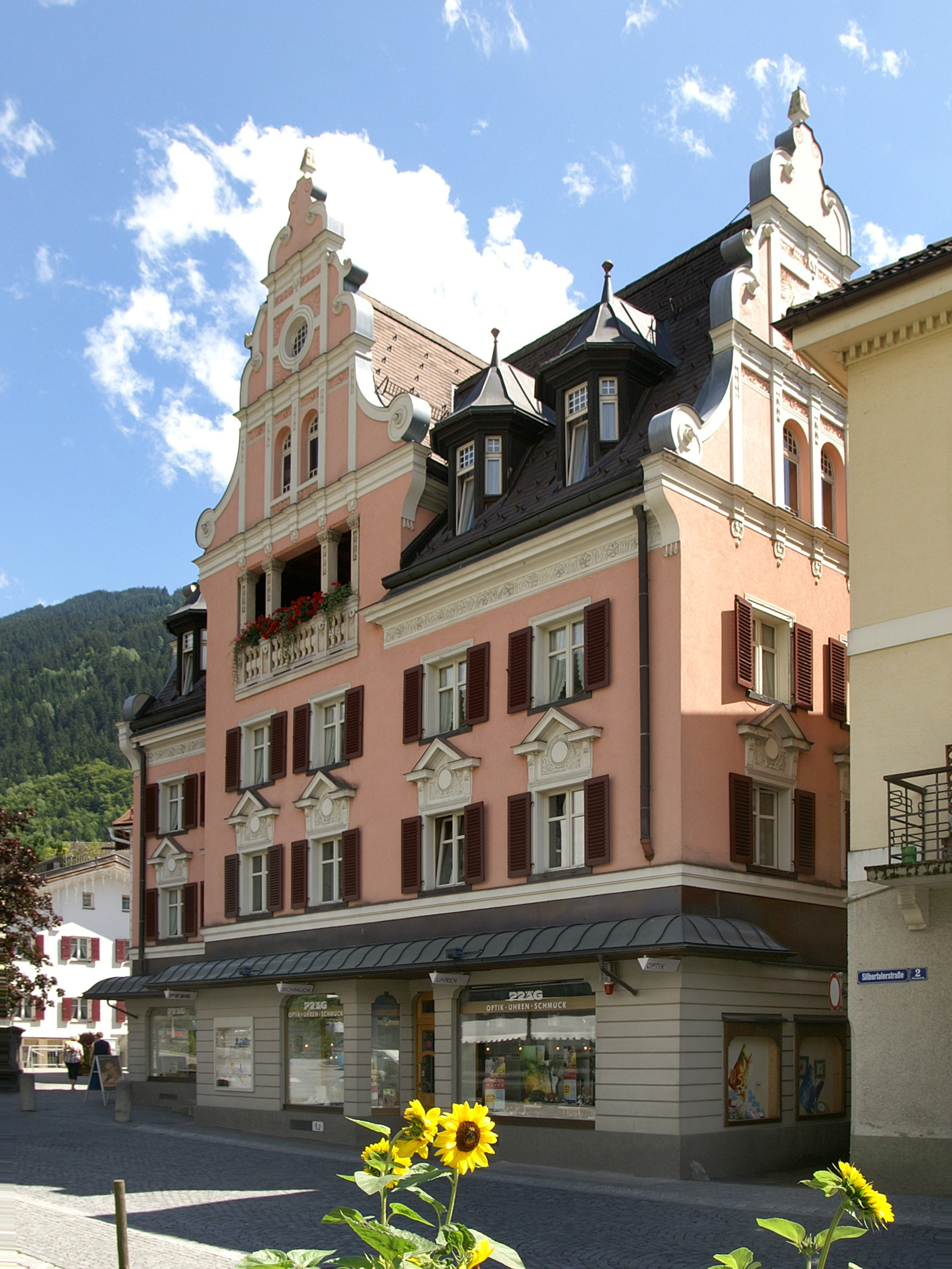
Das Maklott-Haus

- Maklott-Haus: Das Maklott-Haus im Zentrum von Schruns, mit der auffallenden, rosafarbenen Jugendstilfassade, gehört nun schon in der dritten Generation der Familie Maklott. Der Erbauer des Hauses war der letzte Bergwerksbetreiber im Montafon und für damalige Zeiten sehr wohlhabend. Es wurde vom bekannten Vorarlberger Jugendstil-Architekten Hanns Kornberger im Stil dieser Epoche umgestaltet.

Auch die Familie Mayer war dem Jugendstil zugewandt und schon früh recht fortschrittlich. Mühlenbesitzer Wilhelm Mayer, verheiratet mit Viktoria Maria Maklott, gestaltete seinen Wohnbereich im Jugendstil, er betrieb auch das 1897 errichtete erste Stromkraftwerk an der Litz, das die umliegenden Orte sowie die Eisenbahn mit Strom versorgte.
- Lodenfabrik Schruns: An der dem Ortskern abgewandten Seite der Litz sieht man das Gebäude der 1886 gegründeten Lodenfabrik. Die Besitzer waren damals mit ihren Produkten schon auf der Weltausstellung in Paris. In den Jahren 1906/07 wurde im Keller der Lodenfabrik vom Besitzer Heinrich Mayer ein modernes Dampf- und Brausebad eingerichtet, das von Hanns Kornberger, einem bekannten Vorarlberger Jugendstilarchitekten (auch Planer des Maklott-Gebäudes) entworfen wurde.
 Als Gäste sind in den drei Jahren des Bestehens vor allem die „Fremden“ und weniger die Einheimischen überliefert, denn die Schrunser sahen in dem Bad eine „Brutstätte des Lasters“. Die Lodenfabrik ist 1910 vom Hochwasser der Litz schwer beschädigt worden.[21] Otto Borger übernahm im Jahr 1934 gemeinsam mit seinen Brüdern Karl und Hugo die Schrunser Lodenfabrik von seinem Vater Max, und er leitete sie bis zu ihrer Stilllegung rund 40 Jahre später.[22]

- Hotel Krone: Westlich der Litz liegt das Hotel „Krone“ der Familie Mayer. In der „Krone“ selbst befinden sich Holzstuben, gefertigt vom Silbertaler David Bitschnau, der ebenfalls im 19. Jahrhundert auf der Weltausstellung war und Holzarbeiten im Schloss Herrenchiemsee gefertigt hatte.

- Ehemaliges Geschäftshaus Bahnhofstraße 28, Schruns, heute ein Tourismusbüro.

## Wirtschaft und Infrastruktur
Die Schrunser Bevölkerung lebte bis zu Beginn des vergangenen Jahrhunderts hauptsächlich von Ackerbau, Viehzucht, Handel oder Gewerbe. Und viele verdienten damals ihr Brot als Krautschneider, Maurer oder Stuckateure in der Fremde, während Frauen und Mütter die Daheimgebliebenen versorgten.
Um 1900 hatte Schruns bereits rund 350 bewohnte Häuser, und bis zum Ersten Weltkrieg erhöhte sich diese Zahl bedeutend. 1910 erreichte Schruns die Zahl von rund 1600 Einwohnern, die es um 1850 schon einmal aufgewiesen hatte.
Im Jahr 2003 gab es am Ort 139 Betriebe der gewerblichen Wirtschaft mit 1523 Beschäftigten und 196 Lehrlingen. Lohnsteuerpflichtige Erwerbstätige gab es 1861. Tourismus und Fremdenverkehr spielen dabei eine wichtige Rolle.

### Unternehmen
- Die Montafonerbahn AG wurde 1904 in Schruns gegründet.
- Die Spar- und Darlehenskasse für Montafon in Schruns wurde 1892 gegründet (heute Raiffeisen Bank).
- Die Firma Jäger Bau wurde 1922 von Karl Jäger gegründet und hatte bis 2022 ihre Zentrale in Schruns.
- Wilhelm Gantner gründet 1982 in Schruns die Gantner Electronic GmbH.
- Bürogebäude der Vorarlberger Illwerke AG bis 2013 mit Planungsabteilungen
- Rehaklinik Montafon des VAMED-Konzerns
- Sanatorium Dr. Schenk

Nach Baustart Mitte 1973 bezogen 1976 die Planungsabteilungen der Vorarlberger Illwerke AG das Illwerke Bürogebäude an der Batloggstraße. Dort wurde bis 2013 nicht nur für die Illwerke-Projekte, sondern auch für Externe geplant und der Bau umgesetzt. Nach dem Umzug ins neue Illwerkezentrum Montafon (IZM) in Rodund bezogen viele kommunale und regionale Einrichtungen wie die Musikschule Montafon, der Krankenpflegeverein, die Mobile Hilfe (MoHi) Außermontafon sowie die Bibliothek das nun „Haus Montafon“ genannte Gebäude. Dort fanden auch etliche Firmen Büroräumlichkeiten.
Im Jahr 2005 erfolgte die Gründung des Vereins „Offene Jugendarbeit Montafon“, der Jugendtreff JAM wurde eingerichtet.
Das Alpenbad Montafon Schruns/Tschagguns wurde 1971, die Kunsteisbahn beim Alpenbad 1976 errichtet und der neue Fußballplatz am Wagenweg folgte 1995. Unter der Bezeichnung „Aktivpark Montafon“ sind diese Einrichtungen heute über den Ort hinaus ein Begriff.
Der „Krankenpflegeverein Außermontafon“ nahm am 1. Juli 1986 seinen Betrieb auf, während 1994 das Krankenhaus Maria Rast durch das Land Vorarlberg übernommen wurde und das Krankenhaus St. Josefsheim 1995 in ein Pflegeheim für chronisch Kranke umgewandelt wurde. Im Jahre 1994 erfolgte die Errichtung des Sanatoriums Dr. Christian Schenk an der L 188, in dem unfallchirurgische Eingriffe durchgeführt werden.
Mit dem Baubeginn für das neue Gesundheits- und Sozialzentrum in der Außerlitz steht eine von der „Stiftung Liebenau“ geführte Einrichtung mit betreutem Wohnen, Pflegeheim, Nachsorge, Kinderspielgruppe, Mobilem Hilfsdienst, Essen auf Rädern und einem Internisten zur Verfügung. Die Reha-Klinik Montafon des Konzerns VAMED für Rehabilitation in den Bereichen Kardiologie, Orthopädie und Neurologie ergänzt das Versorgungsangebot.

### Tourismus

Ältestes Wintersport-Werbeplakat Vorarlbergs von Hans Bertle, 1909

Um 1870 kamen die ersten Feriengäste mit dem beginnenden Sommertourismus nach Schruns, und damit begann seine Entwicklung als Fremdenverkehrsort. Der 1898 gegründete Verkehrs- und Verschönerungsverein übernahm fortan die Förderung dieses neuen Erwerbszweiges. Allmählich wurden eine Vielzahl gemütlicher Gasthöfe sowie die ersten Hotels erbaut.
Die Umgebung von Schruns bietet heute Skigebiete von 700 bis 2400 Meter, 62 Lift- und Seilbahnanlagen in Schruns-Tschagguns und in der näheren Umgebung mit 200 km präparierten Pisten.
Im Tourismusjahr 2001/02 gab es insgesamt 362.888 Übernachtungen, davon 222.318 im Winter und 140.570 im Sommer was einem Verhältnis von 61,3 % zu 38,7 % entspricht. Der Anteil der Gewerblichen Betten betrug 50,9 %, jener der Privatbetten 45,2 %, und Andere machten 3,9 % aus. Schruns verfügte 2001/02 im Sommer über 2921 Betten und im Winter über 2922 Betten.
Im Tourismusjahr 2017/18 dagegen gab es in Schruns insgesamt 311.707 Übernachtungen, davon 192.085 im Winter und 119.622 im Sommer was diesmal einem Verhältnis von 61,6 % zu 38,4 % entspricht. Der Anteil der Gewerblichen Betten betrug 57,8 %, jener der Privatbetten 36,6 %, und Andere machten 5,6 % aus. Schruns verfügte 2017/18 im Sommer über 3061 Betten und im Winter über 3101 Betten.
Damit blieb das Verhältnis Winter zu Sommer mit 62 % zu 38 % fast exakt konstant, während der Anteil der Privatbetten deutlich von 45,2 % auf 36,6 % zurückging. Diesen Rückgang fingen die Gewerblichen Betten durch einen Anstieg von 50,9 % auf 57,8 % fast zur Gänze auf.
- Kapell: Im Gemeindegebiet befindet sich eines der größten Ski- und Wandergebiete des Montafons, die Silvretta Montafon ehemaliges Hochjoch (oder Kapell, von „Kapellalpe“). Bereits 1913 gab es Pläne, eine Bahn auf das Schrunser Kapell zu bauen. Im Herbst 1945 schlugen die beiden Schrunser Josef Thöni und Albert Zudrell sowie der Alpinschriftsteller Walther Flaig den Bau einer Kabinenseilbahn von Schruns über die Kapellalpe auf den Kreuzjochgipfel in 2395 Meter Höhe vor. 1948 wurde die Montafoner Bergbahn GmbH gegründet. 1950 konnte die „Vierjahreszeitenbahn“ auf das Kapell eröffnet[23] und schon 1951 auch die zweite Sektion (Kropfen-Kapellalpe) in Betrieb genommen werden. Anfangs war dies ein Sessellift, und 1966 wurde eine Gondelbahn auf das Kapell gebaut. Seit 1980 ist auch das Grasjoch-Gebiet erschlossen, und mit der Zamangbahn (erbaut im Jahre 1981) von Schruns sowie der Kapellbahn von Silbertal wurden weitere Aufstiegsmöglichkeiten geschaffen. Mit der Fusionierung der beiden Skiliftgesellschaften Montafoner Hochjochbahnen GmbH von Schrunser Seite sowie den Silvretta Nova Bergbahnen GmbH von St. Gallenkirch entstand 2011 mit der Silvretta Montafon das größte Skigebiet in Vorarlberg.

- Ehemalige Kuranstalt Montafon: 1950 wurde in Schruns die Kuranstalt Montafon an der Litzpromenade vom Montafoner Arzt Edwin Albrich eröffnet. Er war zunächst im Schrunser Krankenhaus „Maria Rast“ tätig und erkannte die heilende Wirkung des Hochgebirgsklimas in Verbindung mit Bewegung in der Natur. Angeboten wurden Wasser-, Wärme- und Bäderkuren sowie eine „Elektrotherapie“. Damals standen in Schruns nicht ausreichend Hotels zur Verfügung, da sie entweder der französischen Besatzung dienten oder nicht die gewünschte Qualität aufwiesen – so wurde 1951 das Kurhotel eröffnet. Es gingen dort in den Folgejahren viele berühmte Politiker, Persönlichkeiten und gekrönte Häupter ein und aus. Auch der deutsche Alt-Bundeskanzler Helmut Kohl und Herbert von Karajan waren hier zu Besuch.[30] Das Kurhotel wurde im Herbst 2016 abgerissen[31], und an seiner Stelle wurde ein Chaletressort des Betreibers Alpstein errichtet.

- Hotel Löwen und Haus des Gastes: im Jahre 1974 erfolgte die Eröffnung des Löwen Hotels und des gemeindeeigenen „Haus des Gastes“. Nach einem Großbrand am 23. Februar 1978 musste das Hotel neu errichtet werden, es wurde noch im selben Jahr wiedereröffnet.[23] Nach einer Volksbefragung 2017[32] wurde der Verkauf des „Haus des Gastes“ an die Liebherr-Gruppe als Betreiberin des Hotels Löwen fixiert. Es ist geplant, eine Erweiterung des Hotels durch ein Seminarzentrum zu realisieren.

- Ehemalige Goldschlüsselrennen: In den Jahren 1963 bis 1983 lenkten diese Rennen das nationale und internationale Interesse auf Schruns als Wintersportzentrum.

### Verkehr

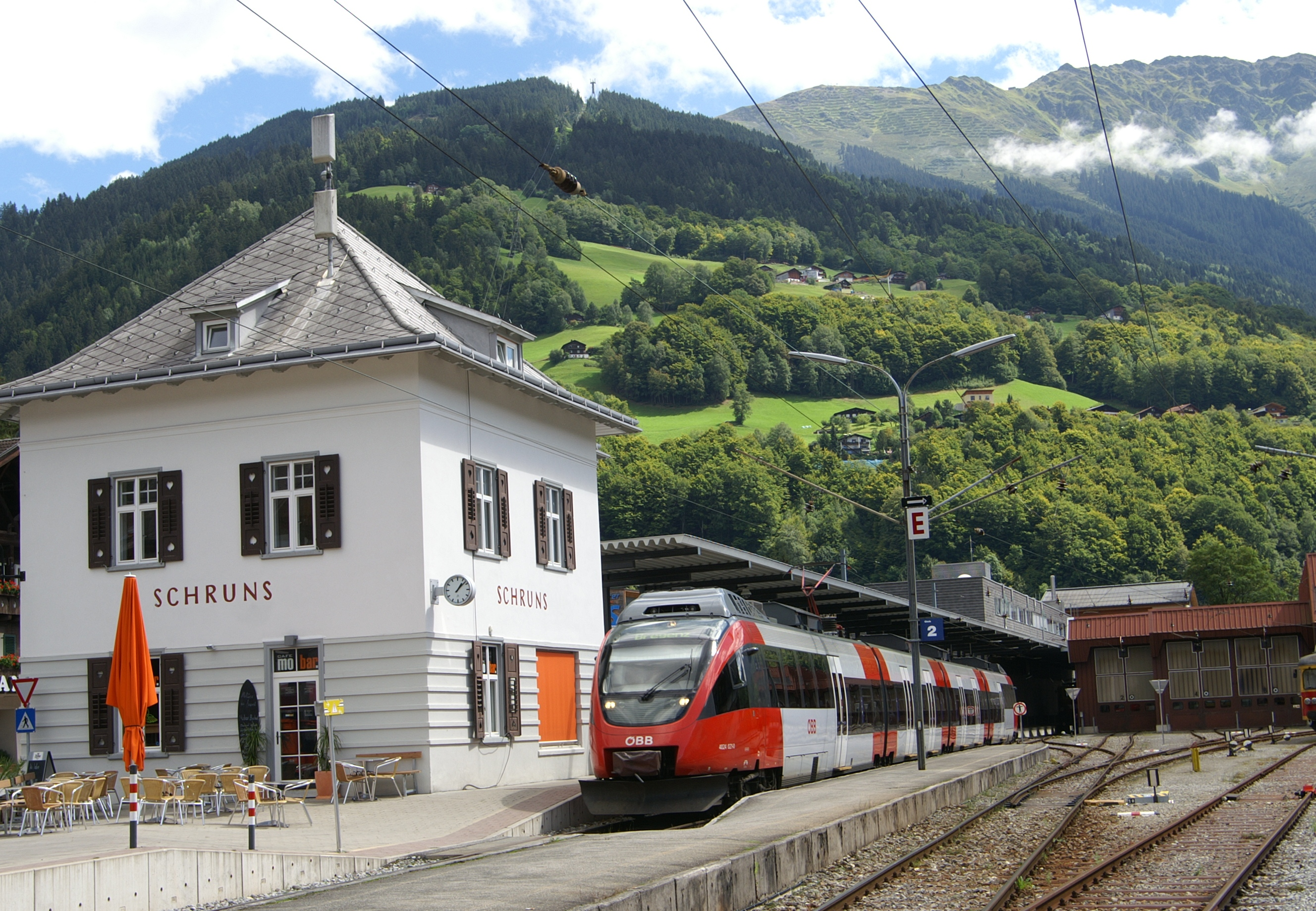
Bahnhof in Schruns

- Bahnhof Schruns: In Schruns liegt der Endbahnhof der Bahnstrecke Bludenz–Schruns. 2001 wurde das Bahnhofsgebäude mit dem Architekten Hans Hohenfellner umgestaltet. Der ostseitige erdgeschoßige Anbau aus den 1930er-Jahren wurde abgetragen und durch einen transparenten Baukörper für Fahrdienstleitung und Warteraum ersetzt.[33]
- Die Montafonerbahn AG konnte das ursprünglich im Jahre 1897 von Wilhelm Mayer privat errichtete Elektrizitätswerk an der Litz übernehmen und damit Schruns sowie die Bahn mit Strom versorgen: 1905 ging dann mit der Bahnlinie Bludenz-Schruns eine der ersten elektrisch betriebenen Normalspur-Lokalbahnen der österreichisch-ungarischen Monarchie in Betrieb.

### Bildung
In der Volksschule Schruns wurden im Schuljahr 2021/22 160 Kinder in neun Klassen unterrichtet. Dabei muss seit Jahren ein Container-Provisorium verwendet werden, auch die Werkräume sind ins nahegelegene ehemalige Bezirksgericht ausgelagert. Der seit langem geplante Neubau in Form eines „Kindercampus“ wird nach dem Grundsatzbeschluss in der Gemeindevertretung im Februar 2022 am Ende der Konzeptionsphase auf dem gemeindeeigenen „Sternenparkplatz“ errichtet werden. In der Mittelschule Schruns Grüt fand im Schuljahr 2019/20 Unterricht für 192 Kinder in elf Klassen statt, in der Mittelschule Schruns Dorf, die als Schimittelschule geführt wird, im Schuljahr 2021/22 für 190 Kinder in elf Klassen. Die Musikschule Montafon für die gesamte Talschaft befindet sich im „Haus Montafon“ auch im Ort Schruns. Eine Polytechnische Schule besteht im Ortsteil Gantschier des benachbarten Bartholomäberg.
Erfolgte die Kleinkindbetreuung in Schruns und im Montafon bisher durch das „Eltern Kind Zentrum (EKiZ)“ und das „Kinderwerkstättli“ in zwei Vereinen, so sind diese beiden Einrichtungen mit 1. Jänner 2022 in der Familienzentrum Montafon gemGmbH fusioniert und gebündelt. Im Jahr 1977 erfolgte der Baubeginn der Hauptschule – später Mittelschule Schruns Grüt, die Schule wurde 1979 eröffnet.
Im Kindergartenbereich besuchen im Kindergartenjahr 2021/22 insgesamt 110 Kinder die Einrichtungen an fünf Standorten. Im Jahr 1995 wurde zu den Standorten Kneippkindergarten St. Joseph im Ortszentrum und im Ortsteil Gamprätz ein zusätzlicher Kindergarten „Auf der Litz“ errichtet. Der montafonweit erste ganztägige Kindergarten „KiLitz“ direkt daneben ergänzt seit 2017 das Angebot. Mit dem vorarlbergweit innovativen Naturkindergarten wird 2020 in enger Kooperation mit dem nahen Bauernhof ein weiteres neues Konzept erfolgreich umgesetzt.

## Politik

### Gemeindevertretung
In Vorarlberg wählen die Bürger alle fünf Jahre die Mitglieder der Gemeindevertretung durch Ankreuzen eines Listen-Wahlvorschlages bzw. durch Mehrheitswahl wenn kein Listenvorschlag vorliegt. Weiters den Bürgermeister durch Ankreuzen eines Wahlvorschlages.
Die Gemeindevertretung wählt in der konstituierenden Sitzung aus ihrer Mitte – sofern keine Wahl durch die Bürger zustande kam – gemäß § 61 Gemeindegesetz einen Bürgermeister und dann einen mindestens dreiköpfigen Gemeindevorstand. Die Zahl dieser „Gemeinderäte“ darf aber gemäß § 55 den vierten Teil der Zahl der Gemeindevertreter nicht übersteigen.
Der Bürgermeister führt den Vorsitz bei den generell öffentlichen Sitzungen der Gemeindevertretung, in denen kommunale Belange besprochen und Beschlüsse gefasst werden. Beobachter haben kein Mitspracherecht und kein Stimmrecht. Die Gemeindevertretung kann nach Bedarf Ausschüsse bestellen. Sitzungen des Gemeindevorstandes und der Ausschüsse sind nicht öffentlich.

#### Sitzverteilung nach den Wahlen
- Gemeindevertretungswahlen 1985: ÖVP 13, SPÖ 6, FPÖ 5.[42]
- Gemeindevertretungswahlen 1990: ÖVP 13, FPÖ 7, SPÖ 4.[43]
- Gemeindevertretungswahlen 1995: ÖVP 13, FPÖ 7, SPÖ 2, Für Schruns 2.[44]
- Gemeindevertretungswahlen 2000: ÖVP 14, FPÖ 6, Schruns aktiv 2, SPÖ 1, Für Schruns 1.[45]
- Gemeindevertretungswahlen 2005: ÖVP 14, Metnand för Schru 7, SPÖ 3.[46]
- Gemeindevertretungswahlen 2010: ÖVP 15, Metnand för Schru 7, SPÖ 2.[47]
- Gemeindevertretungswahlen 2015: ÖVP 12, Metnand för Schru 10, SPÖ 2.[48]
- Gemeindevertretungswahlen 2020: ÖVP 13, Metnand för Schru 10, SPÖ 1.[49]
- Gemeindevertretungswahlen 2025: ÖVP 11, Metnand för Schru 10, FPÖ 2, SPÖ 1.[50]

### Bürgermeister
- 1945–1947 Jakob Huber[51]
- 1947–1965 Franz Marent[51]
- 1965–1975 Eugen Isele[51]
- 1975–1995 Harald Wekerle[51]
- 1995–2010 Erwin Bahl (ÖVP)[51]
- 2010–2015 Karl Hueber (ÖVP)
- 2015–2024 Jürgen Kuster (ÖVP)[52][53][54]
- 2024–2025 Tobias Kieber (ÖVP)[54][55]
- seit 2025 Jürgen Haller (metnand för Schru)[54][56]

### Wappen
Die Verleihung des Wappens an die Marktgemeinde Schruns erfolgte mit Übergabe der Wappenurkunde am 10. Dezember 1927 durch die Vorarlberger Landesregierung.
Das Wappen stellt einen von Gold über Blau erhöht geteilten Schild dar: Oben auf Gold ist ein springender schwarzer Stier dargestellt. Unten auf Blau sind zwei gekreuzte goldene Schlüssel vor einem grünen Dreiberg mit dahinter aufgehender Sonne zu sehen.
Der Stier erinnert an den Aufschwung durch Viehzucht und Viehmärkte. Der Berg mit der aufgehenden Sonne weist auf den Fremdenverkehr hin. Die Schlüssel bekunden die Zugehörigkeit zur Talschaft Montafon: Das Montafoner Wappen mit dem Symbol der gekreuzten Schlüssel ist dem päpstlichen Wappen entnommen, wird seit dem frühen 15. Jahrhundert eingesetzt und beruht auf einer kuriosen Geschichte:
Während des Appenzellerkriegs (1405–1408) organisierten sich die Montafoner zu einem „Land“ und verwendeten als Zeichen im Wappen zwei vom Hof St. Peter (bei Bludenz) abgeleitete gekreuzte Schlüssel. Dieses Wappen wurde später eigenmächtig zum päpstlichen Wappen umgestaltet, indem dem Wappenschild noch eine dreifache Papstkrone hinzugefügt wurde. Begründet wurde dies damit, dass Papst Johannes XXIII. auf dem Weg zum Konzil von Konstanz in einer Sänfte vom Klostertal über den Kristberg ins Montafon getragen wurde, um der Pest zu entgehen und ihnen dann das Recht verliehen habe. 1700 gestattete Papst Innozenz XII. den Montafonern offiziell die Führung dieses Wappens.

### Städtepartnerschaften
Japan: Myōkō (seit 2004), ursprünglich mit dem Mura Myōkō

## Persönlichkeiten

### Söhne und Töchter der Gemeinde
- Anna Stemer geb. Jochum (1834–1937), Hotelbesitzerin
- Johann Baptist Biedermann (1844–1923), Taubewirt, Bauernadvokat, Mundartdichter
- Heinrich Mayer (1853–1914), Lodenfabrikant und Tourismuspionier[60]
- Heinrich Hammer (1873–1953), Kunsthistoriker und Hochschullehrer
- Hans Bertle (1880–1943), Akad. Maler
- Ernst Hefel (1888–1974), Unterstaatssekretär im Unterrichtsministerium
- Karl Würbel (1890–1983), Politiker, Gemeindesekretär, Abgeordneter zum Vorarlberger Landtag
- Adele Maklott, verheiratete Raunicher (1892–1978), Fotografie-Pionierin[61]
- Richard Beitl (1900–1982), Volkskundler und Autor
- Otto Borger (1904–1994), Fabrikant, Feuerwehrkommandant und Heimatdichter
- Edwin Albrich (1910–1976), Internist, Gründer der Kuranstalt Montafon
- Ivo Kohler (1915–1985), Psychologe
- Werner Pfeifer (1919–1972), Architekt
- Manfred Marent (* 1930), Kapuzinerpriester und Missionar in Madagaskar
- Klaus Fussenegger (1933–2013), Maler
- Christian Fiel (1938–2022), langjähriger Tourismusdirektor, Reitklub-Gründer und Organisator der „Montafoner Reitsporttage“
- Horst Herrmann (1940–2017), Kirchenjurist und -kritiker, Soziologe und Schriftsteller
- Michael Schönborn (* 1954), Schauspieler
- Siegfried Neyer (* 1955), Politiker (Freiheitliche)
- Manfred Vallaster (* 1958), Politiker (ÖVP)
- Andrea Amann (* 1961), Freestyle-Skierin und Gleitschirmpilotin
- Nikolaus Netzer (* 1967), Dirigent
- Rainer Salzgeber (* 1967), ehemaliger Skirennläufer
- Anita Wachter (* 1967), ehemalige Skirennläuferin
- Andreas Künk (* 1968), Alpin-Fotograf und Diavortragender übers Montafon
- Mike Küng (* 1968), Gleitschirmflieger
- Christoph Feurstein (* 1972), Journalist und Fernsehmoderator
- Nadine Kasper (* 1980), Politikerin (Die Grünen)
- Monika Vonier (* 1980), Politikerin (Volkspartei)
- Eric Pfeifer (* 1982), Hochschulprofessor, Wissenschaftler, Psychotherapeut, Musiker
- Thomas Feurstein (* 1991), Snowboarder und Freerider

### Personen mit Bezug zur Gemeinde
- Künstlerfamilie Bertle, ursprünglich aus Schruns stammend
- Engelbert Neyer (1880–1957), Landtagsabgeordneter und Vizebürgermeister
- Richard Nikolaus Coudenhove-Kalergi (1894–1972), Schriftsteller und Politiker, starb auf Kur in Schruns
- Ernest Hemingway (1899–1961), US-Schriftsteller; 1925/1926 zwei Winter Gast in Schruns; schrieb hier Roman Fiesta, womit ihm der Durchbruch gelang
- Ernst Rüdiger Starhemberg (1899–1956), Politiker und Heimwehrführer im Austrofaschismus, starb auf Kur in Schruns
- Josef Zurkirchen (1900–1993), Heimatforscher
- Hannes Bertle (1910–1978), Maler und Restaurator; lebte seit 1977 in Schruns
- Bruno Wiederin (1912–1995), Lehrer und Komponist
- Elisabeth Schwarzkopf (1915–2006), Sopranistin und Opernsängerin; lebte von 2001 bis zu ihrem Tod in Schruns
- Annie Ausserer (1919–2000), erste Zahnärztin im Montafon
- Konrad Honold (1918–2007), Maler, Restaurator und Heraldiker, lebte seit 1945 in Schruns
- Eleonore Schönborn, geb. Freiin von Doblhoff (1920–2022), Vorständin des Heimatschutzvereins
- Jürgen Piske (1931–2020), Tourismuspionier, ab 1957 erster Geschäftsführer des Verkehrsverbandes Montafon und Verkehrsamts Schruns[62]
- Christoph Schönborn (* 1945), römisch-katholischer Theologe und seit 1995 Erzbischof von Wien; wuchs in Schruns auf
- Wilhelm Gantner (* 1949), Bundesrat und Unternehmer
- Rebecca Marent (* 1984), geboren in Schruns, Malerin; arbeitet und lebt heute in Göttingen, Deutschland

### Ehrenbürger der Gemeinde
- 1914 Aegidius Mayer (1857–1935), Pfarrer, Dekan, Landtagsabgeordneter
- Franz Josef Wachter (1867–1951), Bürgermeister von 1919 bis 1939, Standesrepräsentant des Montafons und Abgeordneter zum Landtag
- Johann Wiederin (1874–1952), Lehrer, Kirchenchorleiter und Mitbegründer und Leiter des Montafoner Heimatmuseums
- Karl August Albrich (1878–1948), Tierarzt
- 1954 Anton Ammann, Generaldirektor der Vorarlberger Illwerke
- 1960 Edwin Albrich (1910–1976), Dozent für Innere Medizin an der Wiener Universität und praktizierender Internist in Schruns
- 1965 Franz Marent (1890–1978), Bürgermeister, Landtagsabgeordneter